# Week-End at the Waldorf
Week-end at the Waldorf és una pel·lícula estatunidenca de Robert Z. Leonard, estrenada el 1945.

## Argument
Tot pot passar durant un cap de setmana al Waldorf-Astoria de Nova York: 
Una elegant estrella de cinema coneix un corresponsal de guerra cansat del món i el confon amb un lladre de joies; un soldat s'assabenta que sense una operació morirà i així intenta finalment una aventura amb una bella però ambiciosa estenògrafa; un periodista novell intenta un tracte amb un potentat estranger. I tot passa a l'opulent, grandiós hotel de Nova York, el Grand Hotel de la pel·lícula clàssica.

## Repartiment
- Ginger Rogers: Irene Malvern
- Lana Turner: Bunny Smith
- Walter Pidgeon: Chip Collyer
- Van Johnson: Capità James Hollis
- Edward Arnold: Martin X. Edley
- Keenan Wynn: Oliver Webson
- Robert Benchley: Randy Morton
- Phyllis Thaxter: Cynthia Drew
- Leon Ames: Henry Burton
- Lina Romay: Juanita
- Samuel S. Hinds: M. Jessup
- Porter Hall: Stevens
- Nana Bryant: Sra. H. Davenport Drew
- Moroni Olsen: Detectiu Blake
- Xavier Cugat: Ell mateix
- Russell Hicks: McPherson
- George Zucco: Bey d'Aribajan
- Miles Mander: Secretaria britànica
- Frank Puglia: Emile
- Irving Bacon: Sam Skelly
- Rosemary DeCamp: Anna

## Al voltant de la pel·lícula
- Remake del film de 1932: Grand Hotel d'Edmund Goulding amb Greta Garbo, John Barrymore i Joan Crawford